# Комсомольська (станція метро, Нижній Новгород)
56°15′09″ пн. ш. 43°53′24″ сх. д. / 56.25250° пн. ш. 43.89000° сх. д.
Комсомо́льська (рос. Комсомо́льская) — станція Автозаводської лінії Нижньогородского метро, розташована між станціями «Кіровська» та «Автозаводська». Відкрита 8 серпня 1987 року в складі другої черги Автозаводської лінії. Колишня кінцева.

## Назва
Станція мала називатися «Автозаводська», а теперішня «Автозаводська» - «Північною». Проте географічне розташування станції «Північна» на півдні міста змусило дати станціям інші назви.

## Виходи
Станція розташована на пр. Леніна біля Комсомольської прохідної Горьківського автозаводу. Неподалік знаходяться станція Нижній Новгород-Автозавод та платформа Кустова Горьківської залізниці.

## Технічна характеристика
Конструкція станції —  колонна трипрогінна мілкого закладення.

## Колійний розвиток
На час відкриття станція мала 6 стрілочних переводів , перехресний з'їзд і 2 станційні колії для обороту та відстою рухомого складу. Влітку 2010 року 2 стрілочних переводи на головних коліях були розібрані.

## Оздоблення
Оздоблення станції присвячено темі ленінського комсомолу. Колони виконані з білого мармуру, причому стеля між ними не пряма (як на всіх станціях цього типу), а злегка склепінчаста, що надає оригінальність конструкції. Назва «Комсомольська» на колійних стінах виконано металевими літерами, шрифт яких дуже схожий на шрифт заголовка газети «Комсомольська правда».
Цоколь колійних стін викладено темно-сірим гранітом з переходом до темно-рожевого. Підлога викладена темно-сірим гранітом, за яким павутинкою проходять тонкі ламані з білого мармуру.